# Муси (приток Кришны)
Муси (телугу మూసీ) — река в Индии, приток Кришны. Одна из самых загрязненных рек Индии. Сточные воды фармацевтических компаний превратили ее в источник инфекций, устойчивых к антибиотикам. Длина реки — 240 км, площадь водосборного бассейна равна 11 270 км².
Начинается на плато Декан у города Викарабад. Течёт по территории штата Телангана в восточном направлении, внизовьях протекает на юго-восток. На реке в её среднем течении стоит столица штата — город Хайдарабад.

## Наводнения
Река Муси была причиной частых наводнений в Хайдарабаде вплоть до первых десятилетий XX века. 28 сентября 1908 года Хайдарабад был затоплен после сокрушительного ливня (за один день выпало около 17 дюймов осадков), в результате чего погибло около 15 000 человек.
В 1912 году 7-м Низамом был учреждён Городской трест, в результате чего на реке была создана система защиты от наводнений. В 1920 году в 16 км выше Хайдарабада была построена плотина Осман-Сагар. В 1927 году на Эси (притоке Муси) было создано ещё одно водохранилище, получившее название Химаят-Сагар. Эти водохранилища предотвращают разлив Муси и являются основными источниками питьевой воды для Хайдарабада.

## Текущий статус
В результате урбанизации и отсутствия планирования река ранее стала вместилищем необработанных бытовых и промышленных отходов, сбрасываемых из Хайдарабада. Было подсчитано, что в реку попадало около 350 млн баррелей загрязнённой воды и сточных вод из Хайдарабада и Секундерабада. Попытки очистить реку оказались безуспешными. Речная вода ниже по течению от городов оставалась сильно загрязнённой и была признана серьёзной катастрофой в Хайдарабаде.
Муси сейчас одна из самых загрязнённых рек Индии. Недавние[когда?] исследования показали наличие в воде реки супербактерий.